# Euphyia triangulata
Euphyia triangulata är en fjärilsart som beskrevs av Wagner 1919. Euphyia triangulata ingår i släktet Euphyia och familjen mätare. Inga underarter finns listade i Catalogue of Life.